# Karen Briggsová
Karen Briggsová (* 11. dubna 1963 Hull, Spojené království) je bývalá reprezentantka Spojeného království v judu.

## Sportovní kariéra
S judem začala v 11 letech v rodném městě. Se svými 150cm patřila mezi nejmenší judistky, ale kvalitním úchopem a technickou zdatností svůj výškový hendikep zvládala eliminovat. Až do koncem 80. let prakticky neměla soupeřku.
V roce 1987 utrpěla na mistrovství světa v prvním kole komplikovanou zlomeninu nohy, ale po roce se dokázala vrátit. Tehdy jí však vyrostla o hlavu vyšší a takticky vyspělá konkurentka, Cécile Nowaková. Jejich vzájemná rivalita patřila na přelomu 90. let k vrcholům ženského juda.
V roce 1992 se poctivě připravila na olympijské hry v Barceloně. Podle scénáře měla postoupit do finále a utkat se se svojí hlavní rivalkou. V semifinále si však v zápase s mladou Japonkou Tamuraovou obnovila zranění pravého ramene a nakonec obsadila až 5. místo. Po olympijských hrách ukončila sportovní kariéru.

## Výsledky
| Turnaj             | 1981            | 1982            | 1983            | 1984            | 1985            | 1986            | 1987            | 1988            | 1989            | 1990            | 1991            | 1992            |
| Turnaj             | 18              | 19              | 20              | 21              | 22              | 23              | 24              | 25              | 26              | 27              | 28              | 29              |
| Turnaj             | superlehká váha | superlehká váha | superlehká váha | superlehká váha | superlehká váha | superlehká váha | superlehká váha | superlehká váha | superlehká váha | superlehká váha | superlehká váha | superlehká váha |
| ------------------ | --------------- | --------------- | --------------- | --------------- | --------------- | --------------- | --------------- | --------------- | --------------- | --------------- | --------------- | --------------- |
| Olympijské hry     |                 |                 |                 |                 |                 |                 |                 |                 |                 |                 |                 | 5.              |
| Mistrovství světa  |                 | 1.              |                 | 1.              |                 | 1.              | úč.             |                 | 1.              |                 | 2.              |                 |
| Mistrovství Evropy | 3.              | 1.              | 1.              | 1.              | 3.              | 1.              | 1.              | —               | 2.              | 2.              | 2.              | —               |